# زنان در مراکش

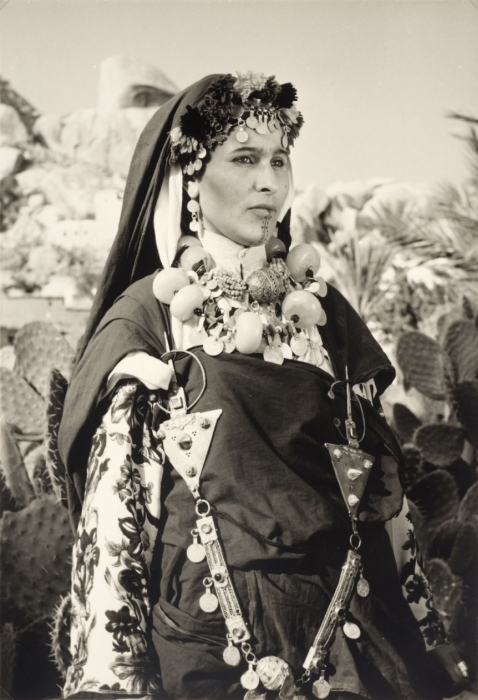
یک زن بربر در جنوب مراکش

تاریخ زنان در مراکش شامل زندگی آنها از قبل، حین و پس از ورود اسلام به کشور شمال غربی آفریقا، مراکش است. از دهه ۱۹۴۰ تا زمان اعلام استقلال مراکش از قیمومیت فرانسه در سال ۱۹۵۶، زنان مراکشی در واحدهای خانوادگی زندگی می‌کردند که «خانواده‌های محدود» یا حرمسرا هستند، که در آن خانواده‌های بزرگ به عنوان یک واحد با هم زندگی می‌کردند و در آن زنان منزوی هستند و نیاز به اجازه از طرف خانواده دارند. علاوه بر این، در این مدت با زنان متأهل بهتر از زنان مطلقه رفتار می‌شد. سلسله مراتب و اهمیت زنان بر اساس سن و موقعیت در خانواده و جامعه طبقه‌بندی شد. از جمله فعالیت‌های آنها در آن دوره انجام کارهای خانه، گلدوزی و صنایع دستی، حضور در مدارس قرآن و رفتن به حمام بود. سنت سبک زندگی حرمسرا برای زنان به تدریج پس از استقلال مراکش از فرانسه در سال ۱۹۵۶ پایان یافت.
پس از استقلال مراکش از فرانسه، زنان مراکشی توانستند شروع به رفتن به مدارسی کنند که بر آموزش بیشتر از مذهب تمرکز داشتند و آموزش خود را به علوم و موضوعات دیگر گسترش دادند. در سال ۲۰۰۴، با وضع قوانین قانونی معروف به مدونه (به عربی: مدونة الأسرة المغربیة)، زنان مراکشی حق طلاق از شوهران خود، حضانت فرزند، نفقه فرزند و مالکیت و ارث بردن دارایی را به دست آوردند.

## زنان بربر در مراکش
قبل از گسترش اسلام در مراکش، که با فتح اعراب آغاز شد، مراکش بخشی از منطقه ای بود که اکثراً جمعیت غیر عرب بربر در آن زندگی می‌کردند. قبایل مختلف بربر در طول قرن ۴، ۵ و ۶ میلادی مانند قبایل طوارق در شمال آفریقا، به عنوان قبایل خانوادگی شناخته شدند.
زنان بربر در فولکلور و باور سنتی مراکشی جایگاه ماندگاری داشته‌اند که مربوط به پیش از فتح اعراب و مسلمانان بر منطقه مغرب است. اعتقاد بر این است که داستان عایشه قندیشا حداقل از قرن هفتم وجود داشته‌است. انواع مختلفی از نام عایشه قندیشا وجود دارد که شامل لالا آیچا و آیچا حمدوچیا می‌شود. اعتقاد بر این است که عایشه قندیشا که از دوران پیش از اسلام در مراکش سرچشمه می‌گیرد، یک شیطان زن است که شکل موجودات متعددی از جمله یک‌نیمه بز را به خود می‌گیرد.

## تأسیس مؤسسات اسلامی (۶۸۰–۹۰۰)

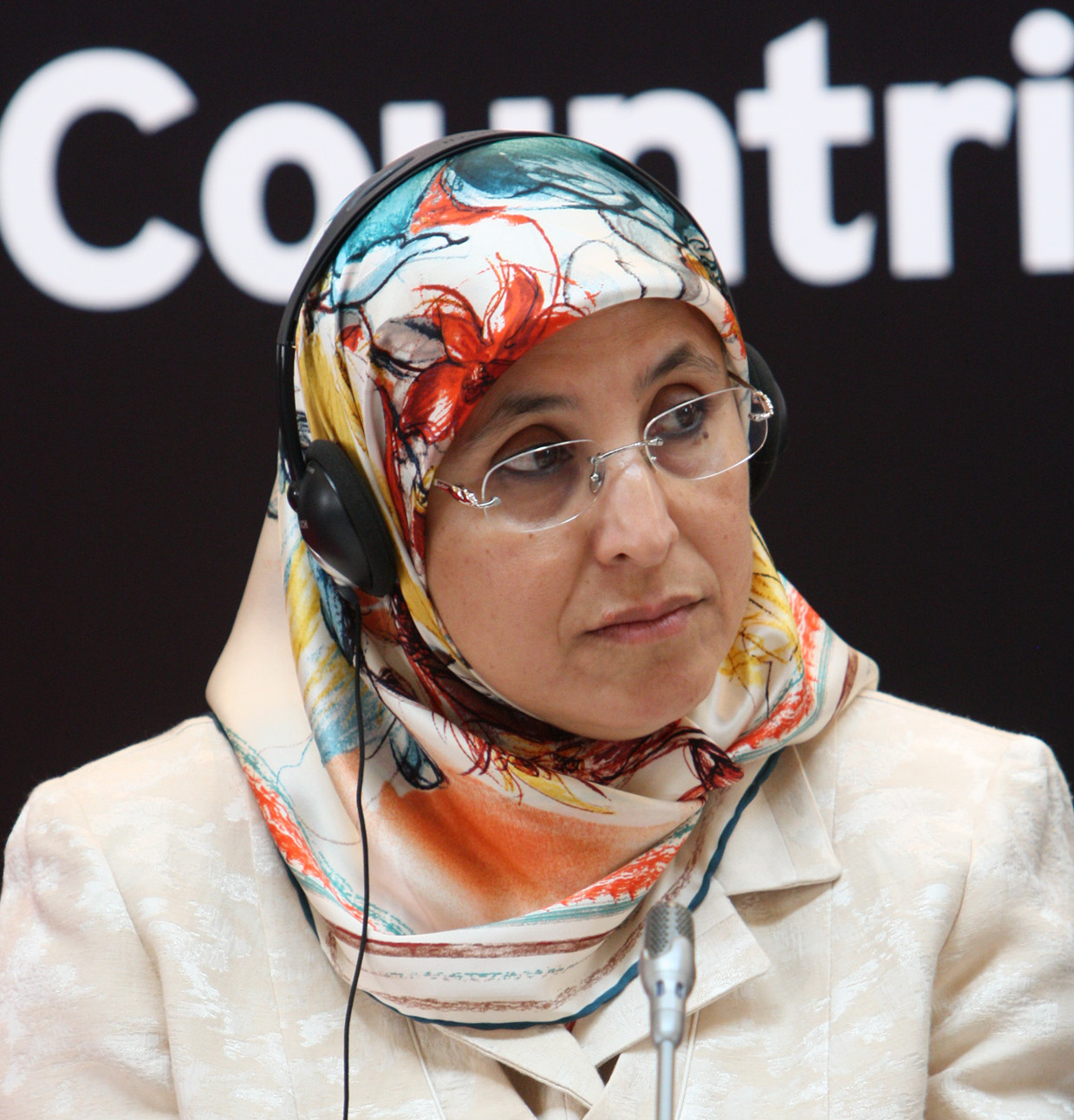
باسیما حکاوی، وزیر سابق مراکش در امور همبستگی، زنان، خانواده و توسعه اجتماعی حزب عدالت و توسعه.

پس از گسترش اعراب و مسلمانان به منطقه مغرب، زنان نقش‌های مهمی در بنیاد نهادی نقاط عطفی که امروزه به کار خود ادامه می‌دهند، بر عهده گرفتند. به عنوان مثال، فاطمه الفیهری به دلیل تأسیس مسجد الکرائوین در سال ۸۵۹ شناخته می‌شود، که در قرون بعدی به «اولین مؤسسه آموزش عالی اعطاکننده مدرک دانشگاهی در جهان» در فاس، مراکش تبدیل شد. خواهر او مریم الفیهری، نیز مسجد اندلس را در فاس تأسیس کرد.

### زنان در سیاست
علاوه بر هنر و ادبیات، زنان مراکشی در شکل‌دادن به سیاست معاصر به‌طور علنی حضور داشته‌اند. در سال ۱۹۶۱، اتحادیه Progressiste des Femmes Marocaines به عنوان یکی از اولین سازمان‌های منحصراً زنانه در مراکش تأسیس شد. للا عایشه، خواهر حسن دوم (پادشاه مراکش)، رئیس سازمان زنان دیگری به نام اتحادیه ملی زنان ماروکائین بود. سازمان‌های مختلف زنان دیگر در مراکش پس از استقلال با هدف پیشبرد اهداف حقوق زنان ایجاد شدند، انجمن دموکراتیک زنان مراکش و اتحادیه عمل زنانه از این دست هستند.

### آزار و اذیت
زنان در مراکش اغلب هنگام بیرون رفتن در انظار عمومی مجبور به تحمل آزار و اذیت می‌شوند. اغلب آزار و اذیت جنسی به شکل زبانی صورت می‌گیرد. برای مبارزه با این فرهنگ توهین آمیز و زن ستیز، تعدادی از زنان مراکشی در مقابل سوء استفاده‌کنندگان خود ایستادگی به خرج دادند. در سال ۲۰۱۸ قانونی در سرتاسر مراکش به اجرا گذاشته شد که به نام قانون هاکائویی شناخته می‌شود که توسط باسیما هاکائویی تهیه شده بود. این قانون شامل ممنوعیت آزار و اذیت جنسی در مکان‌های عمومی و همچنین ممنوعیت ازدواج اجباری و مجازات‌های سخت‌تر برای انواع خاصی از خشونت است. اما به دلیل عدم الزام قربانیان به تشکیل پرونده برای تعقیب کیفری برای دریافت حمایت مورد انتقاد قرار گرفت.